# Anastassija Wiktorowna Tatalina
Anastassija Wiktorowna Tatalina (russisch Анастасия Викторовна Таталина; * 5. September 2000 in Moskau) ist eine russische Freestyle-Skifahrerin. Sie startet in den Disziplinen Slopestyle und Big Air.

## Werdegang
Tatalina startete im Januar 2017 in Font Romeu erstmals im Weltcup und belegte dabei den 12. Platz im Slopestyle. Bei den Freestyle-Skiing-Weltmeisterschaften 2017 in Sierra Nevada errang sie den 18. Platz im Slopestyle und bei den Juniorenweltmeisterschaften 2017 in Chiesa in Valmalenco den siebten Platz im Slopestyle. In der Saison 2017/18 erreichte sie mit vier Top-Zehn-Platzierungen, den 31. Platz im Gesamtweltcup und den fünften Rang im Slopestyle-Weltcup. Beim Saisonhöhepunkt, den Olympischen Winterspielen 2018 in Pyeongchang, kam sie auf den 12. Platz im Slopestyle. Im März 2018 wurde sie in Sunny Valley russische Meisterin im Big Air. Bei den Juniorenweltmeisterschaften im August 2018 in Cardrona gewann sie die Silbermedaille im Slopestyle und die Goldmedaille im Big Air. In der Saison 2018/19 errang sie bei den Freestyle-Skiing-Weltmeisterschaften 2019 in Park City den sechsten Platz im Big Air und gewann bei der Winter-Universiade 2019 in Krasnojarsk die Silbermedaille im Slopestyle.

## Erfolge

### Olympische Spiele
- Pyeongchang 2018: 12. Slopestyle

### Weltmeisterschaften
- Sierra Nevada 2017: 18. Slopestyle
- Park City 2019: 6. Big Air
- Aspen 2021: 1. Big Air

### Weltcupwertungen
| Saison  | Gesamt | Gesamt | Park & Pipe | Park & Pipe | Big Air | Big Air | Slopestyle | Slopestyle |
| Saison  | Platz  | Punkte | Platz       | Punkte      | Platz   | Punkte  | Platz      | Punkte     |
| ------- | ------ | ------ | ----------- | ----------- | ------- | ------- | ---------- | ---------- |
| 2016/17 | 101.   | 11     | -           | -           | -       | -       | 23.        | 55         |
| 2017/18 | 31.    | 32,86  | -           | -           | -       | -       | 5.         | 230        |
| 2018/19 | 86.    | 13,2   | -           | -           | -       | -       | 20.        | 66         |
| 2019/20 | 126.   | 5,8    | -           | -           | 19.     | 29      | -          | -          |
| 2020/21 | -      | -      | 15.         | 82          | 23.     | 8       | 10.        | 74         |

### Weitere Erfolge
- Juniorenweltmeisterschaften 2017: 7. Slopestyle
- Juniorenweltmeisterschaften 2018: 1. Big Air, 2. Slopestyle
- Winter-Universiade 2019: 2. Slopestyle
- russischer Meistertitel: Big Air (2018)